# Аверьянов, Константин Александрович
Константи́н Алекса́ндрович Аверья́нов (род. 8 августа 1959, Москва) — советский и российский историк, специалист по истории России XIV—XVII веков, истории Москвы и Подмосковья. Доктор исторических наук, ведущий научный сотрудник Института российской истории РАН.

## Биография
Окончил в 1976 году московскую среднюю школу № 19 им. В. Г. Белинского и поступил на исторический факультет МГПИ имени В. И. Ленина, который окончил в 1984 году. Одновременно учился на факультете журналистики МГУ, который окончил в 1986 году, и в аспирантуре Института истории СССР АН СССР. Ученик В. Б. Кобрина.
С 1989 года — научный сотрудник Института истории СССР (ныне — Институт российской истории РАН). В 2008 году после смерти Я. Е. Водарского (1928—2007) возглавил Группу исторической географии.
С декабря 2015 года (переизбран в сентябре 2020 года) — член комиссии по монументальному искусству при Московской городской думе, с марта 2021 года — член Научного совета Российского военно-исторического общества.
Входил в состав экспертного совета ВАК РФ по истории (2009—2012). С февраля 2007 года по апрель 2023 года — был членом межведомственной комиссии по наименованию территориальных единиц, улиц, станций метрополитена, организаций и других объектов города Москвы (до сентября 2011 года — Городская межведомственная комиссия по наименованию территориальных единиц, улиц и станций метрополитена); с апреля 2014 года по апрель 2023 года был членом комиссии по увековечению памяти выдающихся событий и деятелей отечественной истории и культуры мэрии Москвы.
Один из рецензентов «Истории Российского государства» Бориса Акунина в 2013 году. В 2016—2017 годах при рассмотрении вопроса о лишении В. Р. Мединского учёной степени доктора исторических наук выступал в поддержку автора диссертации.

## Научная деятельность
Автор более 400 научных работ.
- Кандидатская диссертация (1996) была посвящена «примыслам» первых московских князей начала XIV века, история которых оказалась более сложной, чем это представлялось ранее.
- Докторская диссертация (2002) была о «куплях Ивана Калиты» и показала, что под этим термином следует понимать территории, полученные Иваном Калитой и его братьями в качестве приданого.
- Книга о Сергии Радонежском (2006, 2-е дополненное издание в 2018) представляет научную биографию преподобного, где точно датированы все события его жизни.
- Изданная под редакцией К. А. Аверьянова книга «История московских районов» (2005) содержит описание исторических судеб всех селений, существовавших на территории современной Москвы (до её расширения в 2012 году).
- Атлас по истории Смутного времени (2015; 2-е изд. 2024, в соавторстве с С. А. Ромашовым) представляет полное картографическое отображение событий начала XVII в.
- Книга «Рождение Древней Руси» (2020, 2-е издание в 2022) содержит историко-географический анализ первых веков отечественной истории.
- Книга 2020 года о великой владимирской княгине Марии Шварновне, первой супруге Всеволода Большое Гнездо, доказывает её ясское происхождение на основе ДНК-анализа её останков.
- Книга о становлении Московского княжества (2023) рассказывает о первых присоединениях московских князей и выдвигает гипотезу, что до занятия московского стола Иван Калита управлял Киевским княжеством.

Член Всероссийского научного и культурно-просветительского общества «Энциклопедия российских деревень» с момента его основания в 1989 году.

## Основные работы
- Рождение Древней Руси. Взгляд из XXI века. — М.: Центрополиграф, 2021. — 350 с.: — (Новейшие исследования по истории России). ISBN 978-5-227-09688-3. 500 экз.
- Очерки демографической истории России. XI—XXI века: в 7 т. Т. 2. XVI—XVII века. — М.: Ин-т рос. истории Рос. акад. наук; Центр гуманитарных инициатив, 2022. — 624 с.: ил. ISBN 978-5-8055-0415-1 (автор отдельных глав).
- Иван Калита. Становление Московского княжества (Серия «Собиратели Земли Русской») М.: Проспект, 2023. 456 с. ISBN 978-5-392-37464-9 Тираж: 2000 экз.
- Битва на Калке. 1223 г. Русские княжества накануне монголо-татарского нашествия. М.: Центрполиграф, 2023. 254 с. (Серия «Новейшие исследования по истории России». Вып. 44) ISBN 978-5-227-10445-8. 2000 экз.
- Юго-запад сквозь года. М.: Вече, 2023. 384 с. (Автор-составитель) ISBN 978-5-4484-4621-4. 2000 экз.

- Кобрин В. Б., Аверьянов К. А. С. Б. Веселовский: Жизнь. Деятельность. Личность / Отв. ред. член-корр. АН СССР В. Л. Янин; Рецензенты: д.и.н. В. И. Буганов, д.и.н. А. Л. Хорошкевич; Архив АН СССР. — М.: Наука, 1989. — 72, [2] с. — 2500 экз. — ISBN 5-02-009536-2. (обл.)
- История сел и деревень Подмосковья XIV—XX вв. — Вып. 1—11. — М., 1992—1994.
- Одинцовская земля / Редкол.: К. Аверьянов, Н. Митронов, А. Пузатиков. — М.: Энциклопедия российских деревень, 1994. — 496 с. — (Энциклопедия сёл и деревень Подмосковья). — 40 000 экз. — ISBN 5-207-00090-X.
- Московское княжество Ивана Калиты. [Вып. 1.] Введение. Историческая география завещания Ивана Калиты. — М., 1993; [Вып. 2.] Московские «трети». Звенигород. История вхождения в состав Московского княжества. — М., 1993; [Вып. 3] Присоединение Коломны. Приобретение Можайска. — М., 1994.
- Западный округ Москвы. Страницы истории. — М., 1997.
- История Юго-Запада Москвы. Учебное пособие. — М., 1997. — ISBN 5-7228-0049-X (автор отдельных глав).
- Лубянка, 2: из истории отечественной контрразведки. — М., 1999 (автор отдельных глав).
  - 2-е изд. — М., 2001.
  - 3-е доп. изд. — М., 2007.
- История Юго-Востока Москвы. Учебное пособие для учащихся старших классов. — М., 2000. — ISBN 5-7228-0074-0 (автор отдельных глав).
  - 2-е изд. — М., 2015).
- Образование в Москве. История и современность. — М., 2000 (автор отдельных глав).
- Купли Ивана Калиты / Институт российской истории РАН. — М.: Энциклопедия российских деревень, 2001. — 240 с. — 1000 экз. — ISBN 5-88367-055-5.
  - Загадка завещания Ивана Калиты: История присоединения Галича, Углича и Белоозера к Московскому княжеству в XIV в.. — 2-е изд., доп. — М.: Центрполиграф, 2018. — 320, [16] с. — (Новейшие исследования по истории России). — 2000 экз. — ISBN 978-5-227-08108-7.
- Сергий Радонежский: Личность и эпоха / Институт российской истории РАН. — М.: Энциклопедия российских деревень, 2006. — 444 с. — 500 экз. — ISBN 5-8055-0176-7.
  - Сергий Радонежский: Личность и эпоха. — 2-е изд., доп. — М.: Центрполиграф, 2018. — 608, [24] с. — 2000 экз. — ISBN 978-5-227-08254-1.
- История московских районов. Энциклопедия / под редакцией К. А. Аверьянова. — М., 2005. Работа была отмечена во время награждения Национальной премией «Лучшие книги и издательства — 2005».
  - 2-е изд. — М., 2010
  - в 2014 г. вышло под названием: Москва. История районов.
- Центральный административный округ Москвы. Прошлое и настоящее. Учебное пособие для учащихся старших классов. — М., 2008. — ISBN 5-7853-0935-7 (автор отдельных глав).
- Московская власть. Управление Москвой в XII—XVII вв. — Историко-биографический справочник. — М., 2010. — ISBN 978-5-7228-0182-1 (автор отдельных глав).
- Северо-Восток Москвы: Годы. События. Люди. — М., 2012. ISBN 978-5-9904122-1-7
- Аверьянов К. А., Ромашов С. А. Смутное время: Российское государство в начале XVII в. Исторический атлас. — М.; СПб.: Центр гуманитарных инициатив, 2015. — 160, [40] с. — (Historia Russica). — 500 экз. — ISBN 978-5-8055-0285-0.
- Рождение Древней Руси. Взгляд из XXI века. — М.: Центрполиграф, 2020—350 с. — (Новейшие исследования по истории России). ISBN 978-5-227-08898-7. Тираж 2000 экз. (вышла в конце 2019).
  - 2-е изд. — М.: Центрполиграф, 2022. — 350 с. — ISBN 978-5-227-09806-1
- Великая княгиня Владимирская Мария. Загадка погребения в Княгинином монастыре. — М.: Центрполиграф, 2020. — 222 с. (Новейшие исследования по истории России. — Вып. 26). — Тираж 2000 экз. — ISBN 978-5-227-09168-0

## Награды
- Медаль «В память 850-летия Москвы» (1997);
- медаль «Московская городская Дума. 25 лет» (2019);
- благодарность Президента России (2023).